# Орисабский науатль
Орисабанский науатль (Náhuatl de la Sierra de Zongolica, Orizaba Aztec, Orizaba Nahuatl) — коренной американский язык, на котором говорят на юго-востоке штата Веракрус южнее города Орисаба в Мексике. У орисабанского диалекта есть лексическая схожесть на 79 % с морелосским диалектом науатль. Имеет исуатлансийский диалект, на котором говорят в одном городе к северу от Орисаба. Есть несколько начальных школ и одна средняя школа, которые используют этот язык наряду с испанским.

## Фонология

### Гласные
| Краткие               | Передний ряд | Задний ряд |
| --------------------- | ------------ | ---------- |
| Верхний подъём        | i            |            |
| Средне-верхний подъём |              | o          |
| Средне-нижний подъём  | e            |            |
| Нижний подъём         | a            | a          |

| Долгие                | Передний ряд | Задний ряд |
| --------------------- | ------------ | ---------- |
| Верхний подъём        | ī            |            |
| Средне-верхний подъём | ē            | ō          |
| Средне-нижний подъём  |              |            |
| Нижний подъём         | ā            | ā          |

### Согласные
| Согласные      | Губ.          | Апик.     | Постальвеоляр. | Веляр.       | Веляр.     | Глот. |
| Согласные      | Губ.          | Апик.     | Постальвеоляр. | Неогубленные | Огубленные | Глот. |
| -------------- | ------------- | --------- | -------------- | ------------ | ---------- | ----- |
| Взрыв.         | p /p/         | t /t/     |                | k /k/        | kw /kʷ/    | h     |
| Аффр.          |               | ts /ts/   | ch /tʃ/        |              |            |       |
| Латерал. аффр. |               | tl /tɬ/   |                |              |            |       |
| Фрикат.        |               | s /s/     | x              |              |            | g /γ/ |
| Плав.          |               | l         |                |              |            |       |
| Нос.           | m/m/          | n /n ~ ŋ/ |                |              |            |       |
| Полугласные    | w /w ~ β ~ ɸ/ |           | y /j/          |              |            |       |